# Die Flut bricht los
Die Flut bricht los (Originaltitel: Flood) ist ein US-amerikanischer Katastrophenfilm aus dem Jahr 1976. Produziert wurde der Film von Irwin Allen, die Regie übernahm Earl Bellamy.

## Handlung
Durch ungewöhnlich heftige Regenfälle ist der Wasserstand des Stausees des kleinen Fischerdorfes Brownsville stark angestiegen. Als der Hubschrauberpilot Steve Brannigan durch Zufall einen Riss in dem veralteten Staudamm entdeckt, informiert er sofort den Stadtrat Paul Burke. Dieser empfiehlt daraufhin dem Bürgermeister von Brownsville John Cutler, das Wasser des Stausees abzulassen, um einen möglichen Dammbruch zu verhindern. Als Cutler sich weigert, trifft Burke selbst Vorkehrungen für den Ernstfall. Schließlich kommt es zur Katastrophe: der Damm bricht und überflutet Brownsville. Daraufhin entschließen sich Burke und Steve Brannigan, die Bewohner des Dorfes zu retten.

## Hintergrund
Die Flut bricht los war der erste Katastrophenfilm von Irwin Allen, den er direkt für das Fernsehen produzierte. Der offizielle Titel lautete Irwin Allen's Produktion of „Flood“. Mit 2,5 Mio. Dollar war er laut PR zu seiner Zeit der teuerste TV-Film. Die Erstausstrahlung fand am 24. November 1976 auf NBC statt, in Deutschland am 4. Mai 1984 auf ARD. Nachdem 1977 Allens zweiter TV-Katastrophenfilm Blutiges Inferno (Originaltitel Fire!) erschienen war, wurden beide Filme von 120 auf 90 Minuten geschnitten und zusammen ausgestrahlt.

## Kritiken
Das Lexikon des internationalen Films meinte zu Die Flut bricht los: „Gemessen an den technisch versierten Beispielen des Katastrophenfilms ein harmloser und klischeehafter Film ohne Spannung und Atmosphäre.“
Die Kinozeitschrift Cinema urteilte: „Vorhersehbare Story, Action über TV-Niveau.“